# Звонарёв Кут
Звонарёв Кут — село в Азовском немецком национальном районе Омской области, административный центр Звонарёвокутского сельского поселения.
Основано в 1905 году.
Население — 1380 чел. (2021)

## Физико-географическая характеристика
Село находится в лесостепной зоне Омской области, в пределах Ишимской равнины, являющейся частью Западно-Сибирской равнины). Высота центра населённого пункта — 98 метров над уровнем моря. Гидрографическая сеть не развита: реки и крупные озёра отсутствуют. В окрестностях села распространены лугово-чернозёмные солонцеватые и солончаковые почвы.
Звонарёв Кут расположен в 42 километрах южнее Омска и 25 км к востоку от районного центра села Азово.
Климат
Климат резко континентальный (согласно классификации климатов Кёппена — влажный континентальный климат (Dfb) с тёплым летом и холодной и продолжительной зимой), с явно выраженными климатическими сезонами и значительными колебаниями температур в течение года. Многолетняя норма осадков — 385 мм. Наибольшее количество осадков выпадает в июле — 61 мм, наименьшее в марте — 14 мм. Среднегодовая температура положительная и составляет + 1,4° С, средняя температура самого холодного месяца января − 17,3° С, самого жаркого месяца июля + 19,7° С.
Часовой пояс
Звонарёв Кут, как и вся Омская область, находится в часовой зоне МСК+3. Смещение применяемого времени относительно UTC составляет +6:00.

## История
Звонарёв Кут основан в 1905 году выходцами из Самарской и Саратовской губерний. Место для посёлка было определено путём выделения переселенческого участка № 53 на урочище Маркетай-Жермантай. Позднее за Звонарёв Кутом сохранилось местное название Жермантай, или Шермантай. Название «Звонарёв Кут» переселенцы, очевидно, позаимствовали от места выхода — селение Звонарёв Кут Красноярской волости Ново-Узенского уезда Самарской губернии.
Участок № 53 был рассчитан на 155 душевых долей, но этого оказалось недостаточно. Впоследствии к участку присоединили дополнительно «прирез» из смежных земель. В 1909 году был построен молитвенный дом, в том же году открылась евангелическо-лютеранская приходская школа. К 1913 году в посёлке уже действовали 3 ветряные мельницы. Среди жилых построек преобладали дерновые жилища. В 1916 году начала действовать механическая вальцовая мельница.
В 1920 году избирается сельсовет. В годы Великой Отечественной войны мобилизация село принимает эвакуированных, а также депортированных из Поволжья семей, в село эвакуировали два детдома. В 1970-80-е село динамично развивается, население села постепенно увеличивается.
В 1993 году совхоз «Звонарёвокутский» реорганизован в ЗАО «Звонарёвокутское». В 2000 году открыто новое здание средней школы.

## Население
| 1913  | 1920  | 1926 | 1939  | 1989  | 2002  | 2003  |
| ----- | ----- | ---- | ----- | ----- | ----- | ----- |
| 340   | ↗838  | ↘625 | ↗1030 | ↗1219 | ↗1242 | ↗1247 |
| 2010  | 2021  |      |       |       |       |       |
| ↗1273 | ↗1380 |      |       |       |       |       |

## Инфраструктура
В селе имеется средняя школа, детский сад, филиал детской музыкальной школы, сельский дом культуры, библиотека, центр немецкой культуры, участковая больница, столовая, пекарня, несколько частных магазинов.
Директор из посёлка Илья Еникеев внёс вклад в развитие сельского конного спорта в Азовском районе.